# A Couple of Differences Between Thinking and Feeling

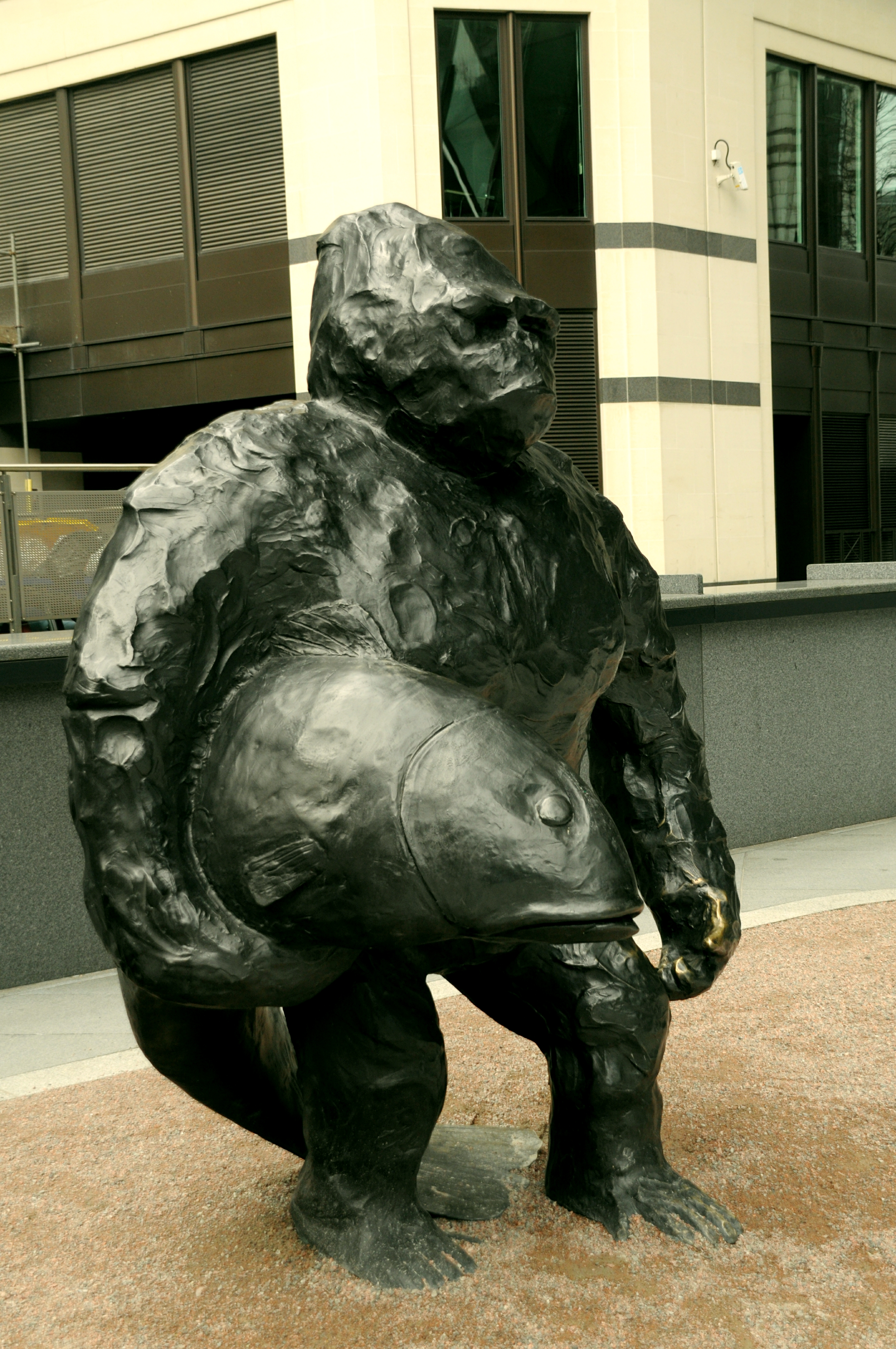
Temporär in der St. Mary Axe, London, ausgestellte Version der Plastik

A Couple of Differences Between Thinking and Feeling ist eine Bronzeplastik von Angus Fairhurst aus dem Jahr 2000. Sie ist 210 cm hoch, 173 cm breit und 132 cm tief.
Die Plastik ist dauerhaft ausgestellt im Schloss Waddesdon Manor in Buckinghamshire, England.
Ein über zwei Meter großer Bronzegorilla steht aufrecht auf zwei Beinen und trägt einen riesigen Fisch unter seinem rechten Arm. Der Blick des Gorillas ist starr und ausdruckslos in die Ferne gerichtet.
A Couple of Differences Between Thinking and Feeling ist eine Vollplastik mit einer frontal gelegenen Hauptansicht. Es existieren von dieser Plastik in dieser Größe drei Editionen.
A Couple of Differences Between Thinking and Feeling gibt es auch in einer kleineren Version (31 × 26 × 20 cm), ebenfalls 2000 entstanden.
Diese wurde gemeinsam mit anderen kleinen Bronzeplastiken (wie: Untitled 2007 oder I’m sorry, and I Won’t Do it Again 2004) von Fairhurst, die ebenfalls das Gorillamotiv darstellen, ausgestellt.
Angus Fairhurst stellte vier weitere Bronzeplastiken mit einem ähnlichen Werktitel her. Hierzu gehören A Couple of Differences Between Thinking and Feeling II und A Couple of Differences Between Thinking and Feeling (Flattened).

## A Couple of Differences Between Thinking and Feeling II
A Couple of Differences Between Thinking and Feeling II entstand 2003 und wurde das erste Mal in der Ausstellung In-A-Gadda-Da-Vida 2004 in der Tate Gallery ausgestellt.
Das Werk zeigt einen lebensgroßen Bronzegorilla, der in Vierbeiner-Pose auf Beinen und rechtem Arm steht und seinen linken Arm ausdruckslos anstarrt, welcher vor ihm, abgetrennt von seinem Körper, auf dem Boden liegt.
Die Bronzeplastik A Couple of Differences Between Thinking and Feeling II ist 165 cm hoch, 140 cm breit und 105 cm tief. Sein Arm trägt die Maße 31 × 120 × 67 cm.
2002 entstand eine kleinere Version mit den Maßen 25,5 × 17 × 33,5 cm (Arm: 10 × 6,75 × 13,25 cm).

## Die Kohärenz zwischen Zeichnungen und Plastiken von Angus Fairhurst
Es existiert wenig kunstgeschichtliche Literatur über die Werke von Angus Fairhurst. Starke thematische Ähnlichkeit herrscht zwischen Fairhursts Plastiken und seinen Zeichnungen, oft in den 1990er Jahren entstandene Cartoons.
Die Zeichnungen wurden 1994 in Sarah Lucas’ damaliger Wohnung in London ausgestellt.
Die oft auf DIN-A4-großem Papier entstandenen Zeichnungen sind autonome Kunstwerke und dienten nicht als Entwurfszeichnung für die späteren Plastiken. Sie zeigen oft Ideen, die in den Plastiken weitergeführt wurden, so etwa die Zeichnung Untitled von 1994, die einen Gorilla auf vier Beinen zeigt, der einen auf dem Boden liegenden Handschuh eines Gorillakostüms anstarrt. A Couple of Differences Between Thinking and Feeling II zeigt eine abgeänderte Version dieses Motivs, insofern der Gorilla seinen eigenen abgetrennten Arm anstarrt, statt nur einen Kostümhandschuh eines Gorillas.
Fairhurst spielt mit den verschiedenen Materialien in seiner Kunst.